# Vrouwen komen van Mars
Vrouwen komen van Mars is het 125ste stripverhaal van De Kiekeboes. Dit album voor de reeks van Merho werd door striptekenaar Kristof Fagard getekend, inkt door Peter Koeken. Het album verscheen op 12 mei 2010. Dit album is het eerste dat verschijnt onder de nieuwe titel van reeks. Voorheen heette de reeks kortweg Kiekeboe. Het formaat van het album is iets vergroot (A4). De titel van het album was aanvankelijk En seks natuurlijk. Voorts kregen de hoofdpersonages een volledig nieuwe outfit, werd de inkleuring verbeterd, de belettering gewijzigd en de opmaak van de voorpagina gemoderniseerd.

## Verhaal
In een bui van pure nostalgie koopt Marcel Kiekeboe een album van Snijboon en Zoon, een oude stripreeks die hij als kleine jongen las. Hij beseft echter niet wat voor gedoe hij zich daarmee op de hals haalt.
De zonen van de overleden tekenaar zijn verwikkeld in een bitse strijd om het album te bemachtigen en de Kiekeboes zitten er midden in. Letterlijk dan, want door een uitvinding van Nerd, de nieuwe vriend van Fanny, komt het hele gezin in de oude strip terecht. En zoveel kleur, dat zorgt voor de nodige opschudding in die blauwbruine wereld.

## Achtergronden bij het verhaal
- De titel is afgeleid van het boek "Mannen komen van Mars, Vrouwen komen van Venus" door John Gray.
- Voor het verhaal liet Merho zich inspireren door de film Pleasantville.[1]
- Fanny's vriendje, Nerd, is een woordspeling op de term "nerd".
- Snijboon en Zoon is een woordspeling op de tv-reeks Stiefbeen en zoon.
- De stripreeks "Snijboon en zoon" is qua tekenstijl een hommage aan de oude Vlaamse zwart-wit-strips uit de jaren 40, 50 en 60, zoals onder meer de strips van Willy Vandersteen, Jef Nys, Marc Sleen en Pom.
- Jef Vandersleen is een samenstelling van striptekenaars Willy Vandersteen (Suske en Wiske), Jef Nys (Jommeke) en Marc Sleen (Nero).
- De dorpsnaam "Ingedudzele" is een samenstelling van ingedut en het West-Vlaamse dorp Dudzele.
- De Kiekeboes bezoeken in dit album het Belgisch stripmuseum.
- Op pagina 15 duwt er een man iemand anders voort in een rolstoel. Dit is een verwijzing naar het komisch duo Andy and Lou uit de Britse comedyserie 'Little Britain'.